# Proceso isentálpico
Un proceso isentálpico o isoentálpico es un proceso que procede sin ningún cambio en la entalpía, H; o entalpía específica, h.

## Generalidades
Si se analiza un proceso de flujo constante y en estado estacionario utilizando un volumen de control, todo lo que se encuentre fuera del volumen de control se considerará el entorno. Tal proceso será isentálpico si no hay transferencia de calor hacia o desde el entorno, no se realiza trabajo sobre o por el entorno, y no hay cambios en la energía cinética del fluido. Esta es una condición suficiente pero no necesaria para la isoentalpia. La condición necesaria para que un proceso sea isoentálpico es que la suma de cada uno de los términos del balance energético distintos de la entalpía (trabajo, calor, cambios en la energía cinética, etc.) se cancelen entre sí, de modo que la entalpía se mantenga sin cambios. Para un proceso en el que los efectos magnéticos y eléctricos (entre otros) dan contribuciones insignificantes, el balance de energía asociado se puede escribir como 
{\displaystyle dK+du=Q+W}
{\displaystyle du=d(h-PV)=dh-d(PV)}
{\displaystyle dK+dh-d(PV)=Q+W}
{\displaystyle dK-d(PV)=Q+W}
El proceso de estrangulamiento es un buen ejemplo de un proceso isoentálpico en el que pueden producirse cambios significativos en la presión y la temperatura del fluido y, sin embargo, la suma neta de los términos asociados en el balance energético es nula, lo que hace que la transformación sea isoentálpica. El levantamiento de una válvula de alivio (o seguridad) en un recipiente a presión es un ejemplo de proceso de estrangulamiento. La entalpía específica del fluido dentro del recipiente a presión es la misma que la entalpía específica del fluido cuando escapa a través de la válvula. Con el conocimiento de la entalpía específica del fluido y la presión fuera del recipiente de presión, es posible determinar la temperatura y la velocidad del fluido que escapa. 
En un proceso isentálpico: 
- {\displaystyle h_{1}=h_{2}}
- {\displaystyle dh=0}

Los procesos isentálpicos en un gas ideal siguen isotermas, ya que {\displaystyle dh=0=c_{p}\,dT}. 